# NK Zrinski Nova Bukovica
Nogometni klub Zrinski Nova Bukovica je nogometni klub iz Općine Nova Bukovica, Virovitičko-podravska županija, Hrvatska.  
Klub se u sezoni 2023./24. natječe u 1. ŽNL Virovitičko-podravskoj. 
Klub je nastao 1933. godine.

## Vanjske poveznice
- (engl.) sofascore.com, NK Zrinski Nova Bukovica